# Королевство Польское
Короле́вство По́льское — западнославянское средневековое государство в северо-восточной части Центральной Европы, образовавшееся в 1025 году, когда первым из великопольских князей был коронован Болеслав I Храбрый.
В 1569 году Королевство Польское было объединено с Великим княжеством Литовским, Русским и Жемойтским в федеративное государство Речь Посполитую, в составе которого просуществовало до третьего раздела Речи Посполитой (1795 год). В 1025—1370 годах во главе королевства стояли Пясты, в 1385—1572 годах Ягеллоны.

## До 1025 года
Первым достоверно известным правителем Польского княжества был князь Мешко I (Мешко Ламберт I) из рода Пястов (960—992 годы), имел под своей властью Великую Польшу, часть Силезии, Мазовию и Куявию; при нём в 966 году начался процесс христианизации страны по западному обряду.
В 999 году его сын Болеслав I Храбрый отнял у Чехии будущую Малую Польшу с Краковом; Болеслав был чешским князем с 1003 по 1004 год.
Важным направлением борьбы было Древнерусское государство. В год смерти Мешко, Владимир Святославич вернул Червенские города Руси. Но затем против Владимира выступил его сын Святополк, князь туровский (1013 год), женатый на дочери Болеслава, а после смерти Владимира Болеслав поддержал Святополка против его брата Ярослава и за помощь в овладении Киевом получил назад Червенские города.

## История

### До «Статута Болеслава Кривоустого» (1138)
После смерти Болеслава (1025 год) от Польского княжества обособились земли Поморья и Мазовии, где утвердились местные княжеские династии. В 1030 и 1031 году произошло одновременное вторжение в Польшу русских и германских войск, вмешавшихся во внутреннюю междоусобицу польских князей. В результате Польша потеряла часть земель захваченных ранее в Германии и Руси, в том числе Червенские города в пользу Руси и Лужицу в пользу Священной Римской Империи. В 1038 году произошло вторжение чешского князя Бржетислава I, который захватил Гнезно, вывез мощи Святого Войцеха-Адальберта и вновь присоединил Силезию к владениям чешской короны. C середины 1030-х годов польское государство находилось в глубоком кризисе в связи с вторжениями соседей, внутренней борьбой за власть и массовыми языческими восстаниями. Казимир I Восстановитель с помощью германского императора Генриха III в 1039 году утвердил свою власть в Польше, но ценой стало признание Польшей сюзеренитета Священной Римской империи.
В 1042 году Казимир I «Восстановитель» женился на сестре  великого князя Ярослава Мудрого, Добронеге (в крещении — Марии). С помощью русских войск Казимиру удалось победить мазовшан и захватить под власть Польши Мазовию в 1047 году. Позиция императора, однако, не позволила вернуть князю Поморье: лишь Восточное Поморье признало власть Польши, а Западное Поморье осталось в составе Германо-римской империи. В 1054 году польскому государству ценой уплаты дани Чехии была возвращена Силезия.
Правнук Болеслава I Болеслав II Смелый (1058—1079) также смог вмешаться во внутренние дела Руси, выступив на стороне женатого на его тётке Изяслава Ярославича после киевского восстания 1068 года.
Болеслав II вмешался в борьбу за инвеституру между германским императором Генрихом IV и римским папой Григорием VII. В 1072 году он отказался выплачивать дань императору и объявил о независимости Польши, а в 1074 году признал польское государство леном папского престола.
Болеслав III Кривоустый (1102—1138) одержал победу в борьбе за власть, разбив в 1109 году 10-тысячную армию Генриха V в Глогувской битве. В 1122 году присоединил к Польше практически всё Поморье. Согласно «Статуту Болеслава Кривоустого» (1138 год), Польша была разделена между четырьмя сыновьями с титулом великого князя и великокняжеским уделом (часть Великой Польши с Гнезно и Малая Польша с Краковом) за старшим. Образуется ряд княжеств: Куявия, Мазовия, Силезия, Поморье, Сандомир и т. д.

### До коронации Владислава I (1320)
В 1181 году князь Западного Поморья признал себя вассалом короля Германии Фридриха I Барбароссы.
В ходе борьбы за власть после гибели первого галицко-волынского князя Романа в битве при Завихосте с поляками (1205) краковскому князю Лешко Белому на протяжении долгих лет удавалось оказывать существенное влияние на борьбу за власть в Галиции и на Волыни.
В XIII веке, с образованием Великого княжества Литовского и Русского, польские князья, прежде всего мазовецкие, стали вынуждены защищаться от их нападений. В 1226 году мазовецкий князь Конрад призвал Тевтонский орден для борьбы с пруссами, после чего в течение нескольких лет орден занял Пруссию и стал представлять непосредственную опасность для самой Польши.
В 1241 году в Польшу вторглись монголы. Они разорили основные города южной части страны, нанесли полякам несколько поражений, особенно тяжёлое в сражении под Лигницей.

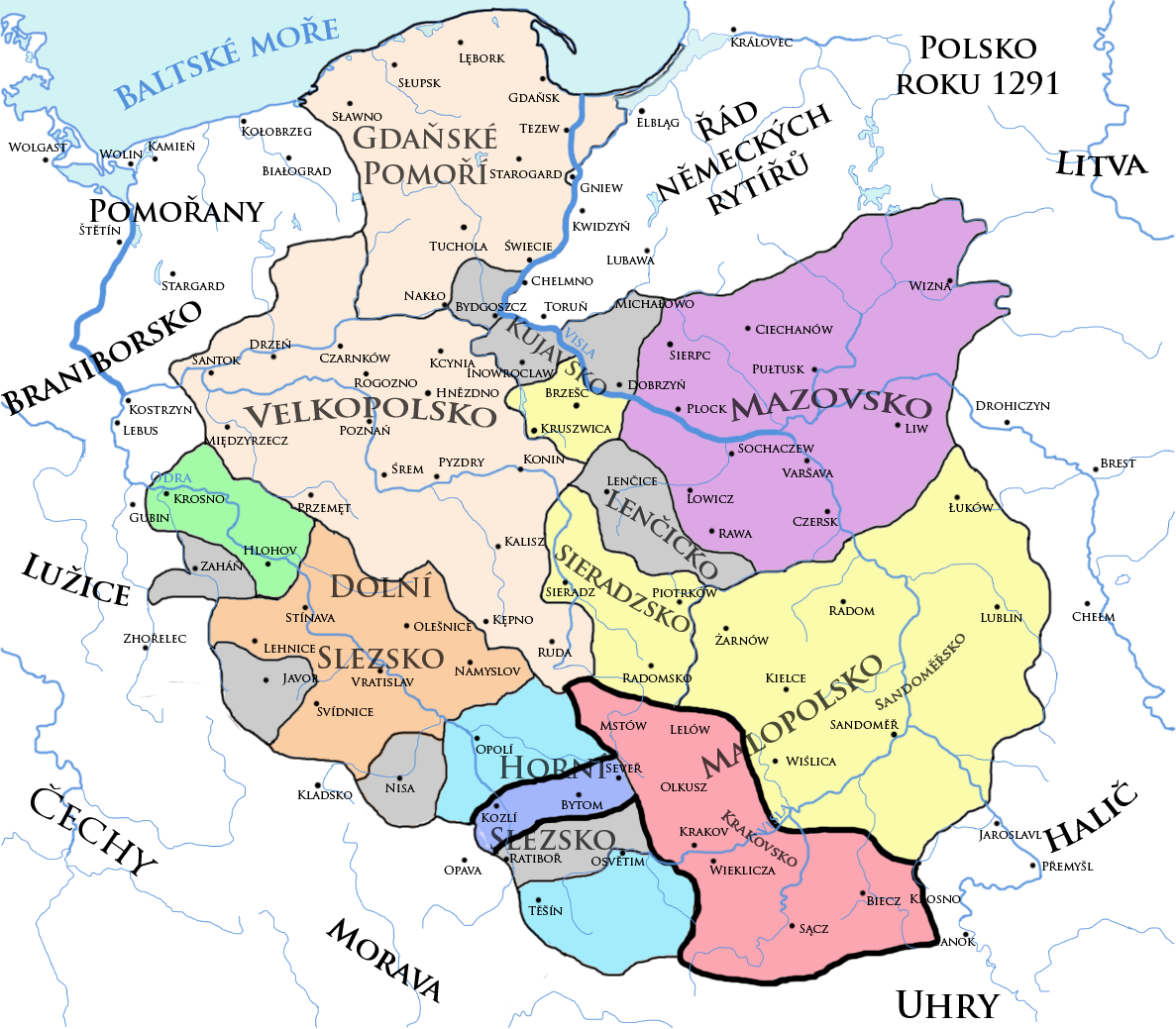
Политическая ситуация в Польше около 1291 года

После утверждения в Галиче династии Романовичей (1239 год) Польша стала жертвой нескольких галицко-ордынских походов: в 1259, 1282 и 1287 годах. В 1279 году Галицкий князь Лев Данилович безуспешно претендовал на краковский престол, который оказался в итоге в руках Лешека Чёрного — родственника польского короля Болеслава Стыдливого. Галицкие князья смогли на несколько десятилетий захватить Люблин.

### До Люблинской унии (1569)

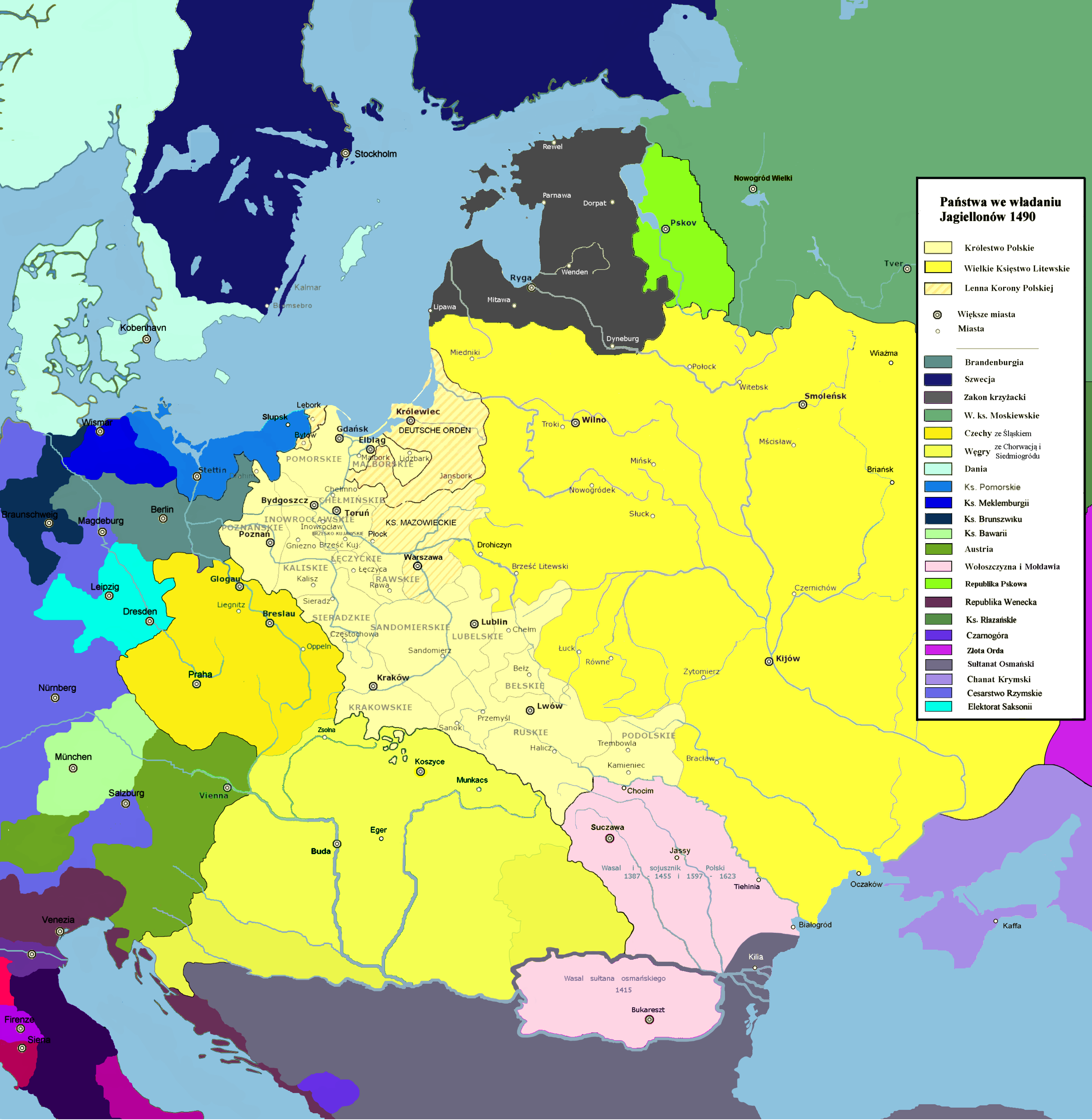
Государства Ягеллонов в 1490

В 1320 году Куявский князь Владислав Локетек (1305—1333), присоединив к своим владениям Великую Польшу, короновался в Кракове королевской короной. В 1320-е годы Польша начала предпринимать попытки, наряду с Литвой, овладеть землями ослабнувшего Галицко-Волынского княжества. При его преемнике Казимире III Великом в 1349 году к Польше была присоединена Галиция. В 1370 году королём Польши стал племянник Казимира — король Венгрии Людовик (Лайош) I, который издал в 1374 году Кошицкий привилей, согласно которому магнаты и шляхта были освобождены от всех повинностей, кроме военной службы и незначительного налога в 2 гроша с лана земли.
В 1384 году литовский князь Ягайло потерпел поражение от Тевтонского ордена и обязался в течение 4 лет принять католичество. В 1385 году в Креве была заключена польско-литовская уния, согласно которой Ягайло крестился по католическому обряду, ввёл католичество в качестве государственной религии в Литве, женился на польской принцессе Ядвиге и вступил на польский престол под именем Владислава II.
После поражения литовского князя Витовта в битве с татарами на Ворскле (1399) Польша оказала помощь Литве по захвату Смоленска (1404) и по борьбе с Тевтонским орденом, которому в 1410 году было нанесено решающее поражение при Грюнвальде.
Сын Ягайло Владислав III (1424—1444), король Венгрии и Польши, погиб в битве с турками под Варной.
В 1454 году по Нешавским статутам Польша превратилась в республику, где высшая власть принадлежала сейму.
В 1466 году по Второму Торуньскому миру Польша присоединила Померанию с Гданьском и обрела выход к Балтийскому морю, орден признал вассалитет от короны. Сын Казимира Владислав в 1471 году стал королём Чехии, а с 1490 года — и королём Венгрии.
В 1505 году был принят закон Nihil novi, ограничивающий власть короля в пользу шляхты.
В царствование последнего Ягеллона, Сигизмунда II Августа, Польша вступила в ливонскую войну на стороне Литвы после того, как войска последней потерпели тяжёлые поражения (Осада Полоцка (1563) и др.).

### В составе Речи Посполитой

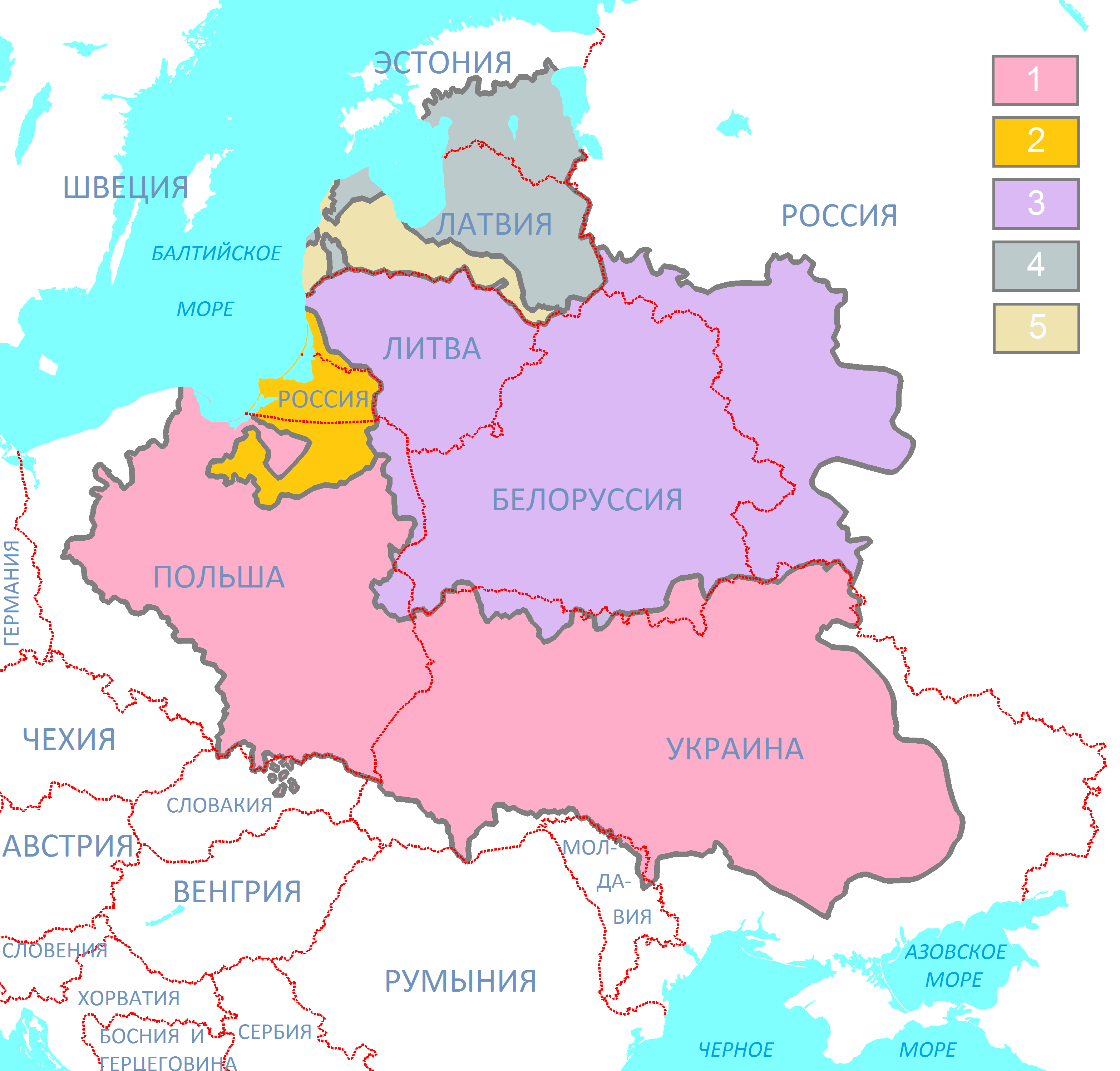
Карта Речи Посполитой после Деулинского перемирия, совмещённая с картой границ современных государств
Обозначения:
Королевство Польское («Корона»)
Герцогство Пруссия, вассал Короны
Великое княжество Литовское («Литва»)
Задвинское герцогство, кондоминиум Литвы и Короны
Герцогство Курляндия и Семигалия, вассал Литвы, а с 1569 года — Речи Посполитой

Союз между двумя государствами — Королевством Польским и Великим княжеством Литовским — положивший начало федеративному государству, известному как Речь Посполитая, был заключён в 1569 году в результате Люблинской унии. По её условиям Королевству Польскому были переданы обширные территории современной Украины и Подляшье, ранее входившие в состав Великого княжества Литовского. Совокупность земель на территории современной Украины, принадлежавших польской короне, известна как Польская Русь. В XVI—XVII веках она составляла около двух третей всех коронных земель.
На протяжении примерно столетия после пресечения мужской линии династии Ягеллонов страной правили короли из шведской династии Васа, потомки Сигизмунда II Августа через сестру, Екатерину Ягеллонку.
В период Смутного времени в России (начало XVII века) династия Ваза безуспешно пыталась занять русский престол (борьба за который разворачивалась после пресечения династии Рюриковичей в 1598 году).
В 1648—1654 годах польская корона, после восстания Хмельницкого, потеряла Левобережную Украину.
После так называемого «Шведского потопа» уже в ходе русско-польской войны (1654—1667) Речь Посполитая объединила усилия с Россией против Швеции и Османской империи. На протяжении XVIII века выбор королей осуществлялся под значительным влиянием Российской империи (и её стратегических противников: Швеции и Франции).